# Kradibia erythropareiae
Kradibia erythropareiae  (лат.) — вид хальциноидных наездников рода Kradibia из семейства Agaonidae. Опылители фикусов.

## Распространение
Встречаются в Папуа — Новая Гвинея.

## Описание
Опылители и фитофаги растений рода фикус (Ficus, семейство Тутовые) следующих видов: Ficus subulata (Moraceae). От близких видов отличается пропорциями члеников усиков (шестой сегмент сравнительно длиннее седьмого) и 7-8 вентральными ламеллами на придатках мандибул. Длина тела около 1 мм. Лапки 5-члениковые, усики 10-члениковые. Вид был впервые описан в 1969 году в составе рода Liporrhopalum под первоначальным названием Liporrhopalum erythropareiae Hill, 1969, а после родовой синонимизации получил современное именование.